# Fröken Solsticka
Fröken Solsticka är en ungdomsbok av Gunnar Widegren, vilken utgavs första gången 1936 på Holger Schildts förlag. Den har översatts till danska, finska (1938, 6:e upplaga 1959, 'Neiti Aurinkoinen') och isländska.

## Innehåll
Fröken Solsticka är en komisk bok som beskriver den unga kvinnan Birgitta Stengawel och hennes minst sagt förvirrande adliga familj - styvfar och Birgittas morbror kapten Gustaf Stengawel, hans fru Dorotea Stengawel (född Andersson), äldsta dottern Birgitta, yngre dottern Barbro och sonen Bo. Efter Birgittas mors död gifte hennes far, löjtnanten Carl-Magnus Stengawel (dom var kusiner) sig med sitt avlidna hustrus bästa väninna Dorotea Andersson, deras dotter är Barbro Sara Margareta Johanna Magdalena Emma Kristina Stengawel. Efter Birgittas fars död gifte Dorotea sig med Birgittas morfar Gustaf Stengawel, deras son är Bo Stengawel. 
Efter att hennes stenrika styvmor Dorotea Stengawels, dotter till spannmålshandlaren Andersson, familjeförmögenhet går förlorad i en konkurs. Birgitta rymmer hemifrån och arbetar som hembiträde hos det nygifta paret Topsy, hennes äktaman och boxern Herre i huset dvs. Jackie, på grund av missförstånd under familjens trotjänare sen 45 år, Emerentia Gustafssons namn. Hon ärver senare ett stort 1700-tals hus, Villa Stengawel, av sin tant Heléne Stengawel, som går i arv till släktens äldsta ogifta kvinna, som hon avser driva som pensionat med Emerentias och hennes brors hjälp. Birgittas familj sätter dock käppar i hjulet och flyttar helt kallt in hos henne för att bo och äta gratis. Boken är full av förvecklingar och komiska situationer på grund av missförstånd, samt flera romantiska möten bl. a. med advokat Olof  'Olle Jackie' Mothander, ingenjör Erik 'Trassel' Andersson och baron Crisper Gustaf Adolf Utterclou till Altofta och Brånhult. 